# Chemin de fer Bex–Villars–Bretaye
| Beh 4/8 91 in Villars |                                                                    |                                            |                                         |
| |                                                                    |                                            |                                         |
| Streckennummer (BAV): | 127 (Bex–Villars-sur-Ollon) 128 (Villars-sur-Ollon–Col-de-Bretaye) |                                            |                                         |
| Fahrplanfeld: | 127                                                                |                                            |                                         |
| Streckenlänge: | 17,09 km                                                           |                                            |                                         |
| Spurweite: | 1000 mm (Meterspur)                                                |                                            |                                         |
| Stromsystem: | 750 V =                                                            |                                            |                                         |
| Maximale Neigung: | Adhäsion 57 ‰ Zahnstange 200 ‰                                     |                                            |                                         |
| Zahnstangensystem: | Abt                                                                |                                            |                                         |
| Zweigleisigkeit: | Villars-sur-Ollon–Roches Grises                                    |                                            |                                         |
| |                                                                    |                                            |                                         |
| \| \| \| \| \| \| \| \| SBB von Brig \| \| \| \| 0,00 \| Bex \| 411 m ü. M. \| \| \| \| SBB nach Lausanne \| \| \| \| \| Les Sorbiers \| \| \| \| 0,68 \| La Ruaz \| 421 m ü. M. \| \| \| \| Les Cèdres früher Hôtel des Alpes \| \| \| \| \| Place-du-Temple \| \| \| \| 1,25 \| Bex-Place-du-Marché \| 428 m ü. M. \| \| \| \| Rue Centrale \| \| \| \| \| L’Echaud \| \| \| \| 1,80 \| Bex Pont-Neuf \| 433 m ü. M. \| \| \| \| Glarey \| \| \| \| 2,27 \| Grand-Moulin \| 442 m ü. M. \| \| \| 2,59 \| Les Salines früher Grand Hôtel des Salines \| 456 m ü. M. \| \| \| \| Tunnel Glareys (40 m) \| \| \| \| 2,83 \| Foyer Dents-du-Midi \| 465 m ü. M. \| \| \| 3,16 \| Bévieux Depot und Werkstätte \| 485 m ü. M. \| \| \| \| Beginn Zahnstange \| \| \| \| 6,88 \| Les Posses \| 983 m ü. M. \| \| \| \| Ende Zahnstange \| \| \| \| 5,75 \| Fontannaz-Seulaz \| 809 m ü. M. \| \| \| \| Beginn Zahnstange \| \| \| \| \| Tunnel Fontannez-Seulaz (182 m) \| \| \| \| 7,45 \| Gryon-Chalméry \| 1090 m ü. M. \| \| \| \| Ende Zahnstange \| \| \| \| 8,16 \| Gryon \| 1131 m ü. M. \| \| \| 9,00 \| Gryon Bois-Gentil \| 1177 m ü. M. \| \| \| 9,66 \| La Barboleuse \| 1211 m ü. M. \| \| \| \| Brücke Barboleusaz (197 m) über Gryonne \| \| \| \| 10,76 \| La Clairière \| 1210 m ü. M. \| \| \| 11,36 \| Arveyes \| 1229 m ü. M. \| \| \| 12,440,00 \| Villars-sur-Ollon Depot \| 1252 m ü. M. \| \| \| \| Beginn Zahnstange \| \| \| \| \| Brücke Petite Gryonne \| \| \| \| \| Chesières-Poste (bis 1961) \| \| \| \| 1,4 \| Chesières (bis 1961)[1] \| 1217 m ü. M. \| \| \| 0,63 \| Roches Grises \| 1302 m ü. M. \| \| \| 1,99 \| Col-de-Soud \| 1524 m ü. M. \| \| \| 2,61 \| Villars-sur-Ollon Golf \| 1629 m ü. M. \| \| \| 3,88 \| Bouquetins \| 1758 m ü. M. \| \| \| 4,65 \| Col-de-Bretaye \| 1808 m ü. M. \| |                                                                    |                                            |                                         |
| |                                                                    |                                            |                                         |
| Strecke |                                                                    | SBB von Brig                               | SBB von Brig                            |
| Kopfbahnhof Streckenanfang · Bahnhof | 0,00                                                               | Bex                                        | 411 m ü. M.                             |
| Strecke · Strecke nach links |                                                                    | SBB nach Lausanne                          | SBB nach Lausanne                       |
| ehemaliger Haltepunkt / Haltestelle |                                                                    | Les Sorbiers                               | Les Sorbiers                            |
| Haltepunkt / Haltestelle mit U-Bahn Streckenende | 0,68                                                               | La Ruaz                                    | 421 m ü. M.                             |
| ehemaliger U-Bahn-Haltepunkt / Haltestelle |                                                                    | Les Cèdres früher Hôtel des Alpes          | Les Cèdres früher Hôtel des Alpes       |
| ehemaliger U-Bahn-Haltepunkt / Haltestelle |                                                                    | Place-du-Temple                            | Place-du-Temple                         |
| U-Bahn-Haltepunkt / Haltestelle | 1,25                                                               | Bex-Place-du-Marché                        | 428 m ü. M.                             |
| ehemaliger U-Bahn-Haltepunkt / Haltestelle |                                                                    | Rue Centrale                               | Rue Centrale                            |
| ehemaliger U-Bahn-Haltepunkt / Haltestelle |                                                                    | L’Echaud                                   | L’Echaud                                |
| U-Bahn-Haltepunkt / Haltestelle | 1,80                                                               | Bex Pont-Neuf                              | 433 m ü. M.                             |
| ehemaliger U-Bahn-Haltepunkt / Haltestelle |                                                                    | Glarey                                     | Glarey                                  |
| Haltepunkt / Haltestelle mit U-Bahn Streckenanfang | 2,27                                                               | Grand-Moulin                               | 442 m ü. M.                             |
| Haltepunkt / Haltestelle | 2,59                                                               | Les Salines früher Grand Hôtel des Salines | 456 m ü. M.                             |
| Tunnel |                                                                    | Tunnel Glareys (40 m)                      | Tunnel Glareys (40 m)                   |
| Haltepunkt / Haltestelle | 2,83                                                               | Foyer Dents-du-Midi                        | 465 m ü. M.                             |
| Bahnhof | 3,16                                                               | Bévieux Depot und Werkstätte               | 485 m ü. M.                             |
| Strecke von links · Strecke von rechts |                                                                    | Beginn Zahnstange                          | Beginn Zahnstange                       |
| Strecke · Haltepunkt / Haltestelle · Strecke | 6,88                                                               | Les Posses                                 | 983 m ü. M.                             |
| Strecke · Strecke |                                                                    | Ende Zahnstange                            | Ende Zahnstange                         |
| Bahnhof · Strecke · Strecke | 5,75                                                               | Fontannaz-Seulaz                           | 809 m ü. M.                             |
| Strecke · Strecke |                                                                    | Beginn Zahnstange                          | Beginn Zahnstange                       |
| Tunnelanfang · Tunnelanfang · Strecke |                                                                    | Tunnel Fontannez-Seulaz (182 m)            | Tunnel Fontannez-Seulaz (182 m)         |
| Strecke nach links (im Tunnel) · Strecke nach rechts (im Tunnel) · Haltepunkt / Haltestelle | 7,45                                                               | Gryon-Chalméry                             | 1090 m ü. M.                            |
| |                                                                    | Ende Zahnstange                            |                                         |
| Bahnhof | 8,16                                                               | Gryon                                      | 1131 m ü. M.                            |
| Haltepunkt / Haltestelle | 9,00                                                               | Gryon Bois-Gentil                          | 1177 m ü. M.                            |
| Bahnhof | 9,66                                                               | La Barboleuse                              | 1211 m ü. M.                            |
| Brücke über Wasserlauf |                                                                    | Brücke Barboleusaz (197 m) über Gryonne    | Brücke Barboleusaz (197 m) über Gryonne |
| Haltepunkt / Haltestelle | 10,76                                                              | La Clairière                               | 1210 m ü. M.                            |
| U-Bahn-Bahnhof | 11,36                                                              | Arveyes                                    | 1229 m ü. M.                            |
| Strecke von links | 12,440,00                                                          | Villars-sur-Ollon Depot                    | 1252 m ü. M.                            |
| U-Bahn-Strecke (außer Betrieb) |                                                                    | Beginn Zahnstange                          | Beginn Zahnstange                       |
| Strecke · U-Bahn-Brücke über Wasserlauf (Strecke außer Betrieb) |                                                                    | Brücke Petite Gryonne                      | Brücke Petite Gryonne                   |
| Strecke · U-Bahn-Haltepunkt / Haltestelle (Strecke außer Betrieb) |                                                                    | Chesières-Poste (bis 1961)                 | Chesières-Poste (bis 1961)              |
| Strecke · Kopfbahnhof Streckenende (Strecke außer Betrieb) | 1,4                                                                | Chesières (bis 1961)                       | 1217 m ü. M.                            |
| Bahnhof | 0,63                                                               | Roches Grises                              | 1302 m ü. M.                            |
| Bahnhof | 1,99                                                               | Col-de-Soud                                | 1524 m ü. M.                            |
| Haltepunkt / Haltestelle | 2,61                                                               | Villars-sur-Ollon Golf                     | 1629 m ü. M.                            |
| Bahnhof | 3,88                                                               | Bouquetins                                 | 1758 m ü. M.                            |
| Kopfbahnhof Streckenende | 4,65                                                               | Col-de-Bretaye                             | 1808 m ü. M.                            |

Die Chemin de fer Bex–Villars–Bretaye, abgekürzt BVB, deutsch Bex–Villars–Bretaye-Bahn, war eine Eisenbahngesellschaft im Schweizer Kanton Waadt. Sie entstand am 1. Januar 1943 durch die Fusion der Chemin de fer Bex–Gryon–Villars–Chesières (BGVC) und der Chemin de fer Villars–Bretaye (BV) und betrieb die 17 km lange Schmalspurbahn mit gemischtem Adhäsions- und Zahnradbetrieb, die von Bex über Gryon und Villars auf den Col de Bretaye führt. Der Betrieb auf dem Teilstück Villars–Chesières wurde 1963 eingestellt.
1999 fusionierte die BVB zu den Transports Publics du Chablais (TPC).

## Geschichte

### Chemin de fer Bex–Gryon–Villars–Chesières

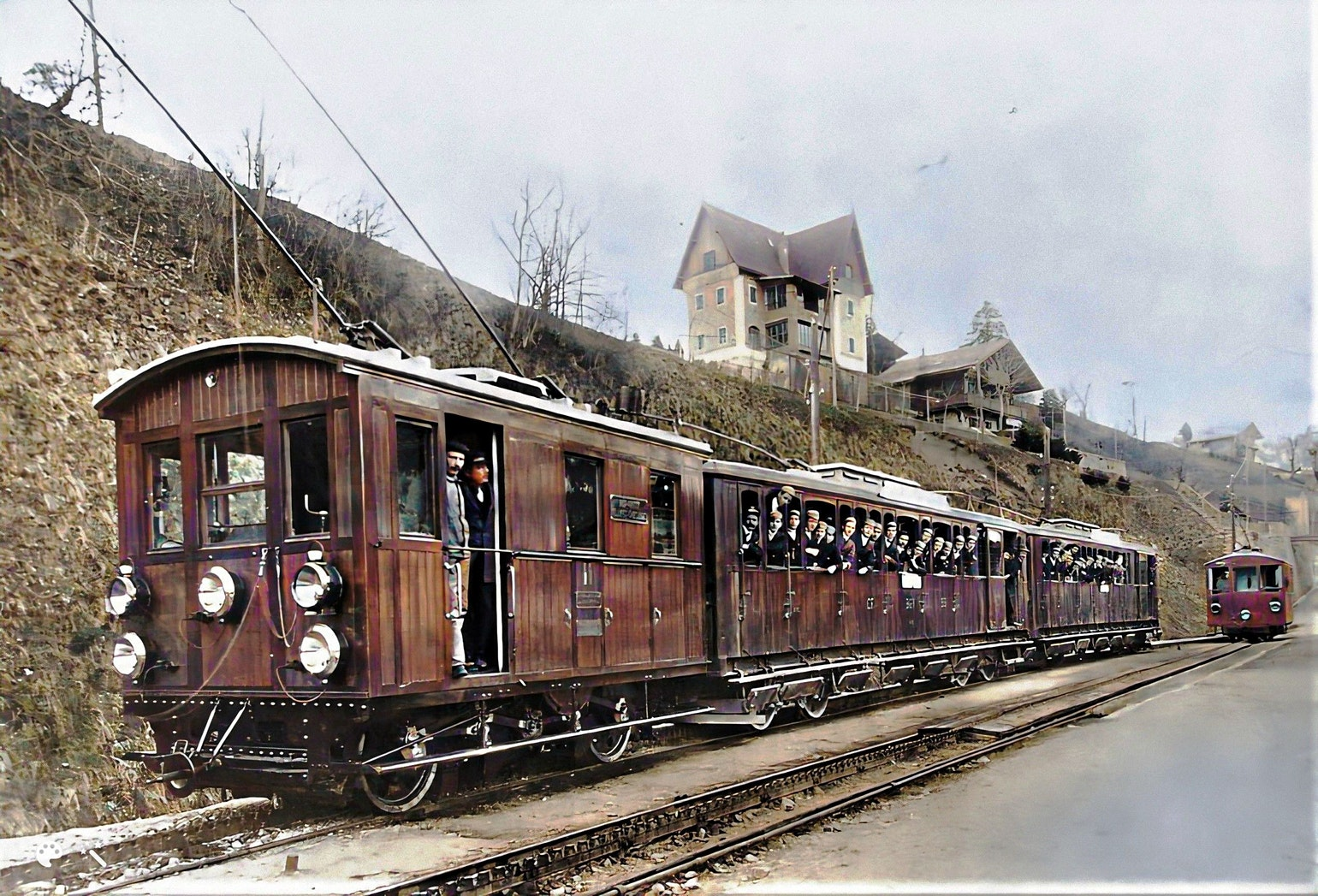
Zug der BGV im Jahr 1908 in Gryon

Die Bahn entstand zur Erschliessung der Dörfer Gryon und Villars-sur-Ollon auf einer Terrasse über dem Rhonetal. Die Chemin de fer électrique Bex–Gryon–Villars (BGV) erhielt im Oktober 1897 die Konzession zum Bau der Strecke von Bex nach Villars, die im gemischten Adhäsions- und Zahnradbetrieb befahren wird. Sie führte während der ersten zwei Betriebsjahre nur von Bex nach Bévieux. Der am 10. September 1898 in Betrieb genommene Streckenabschnitt vom Bahnhof Bex der damaligen Jura-Simplon-Bahn (JS) nach Bévieux war von Anfang an mit 650 Volt, heute 750 Volt Gleichstrom elektrifiziert und wurde als Strassenbahn im Adhäsionsbetrieb befahren.

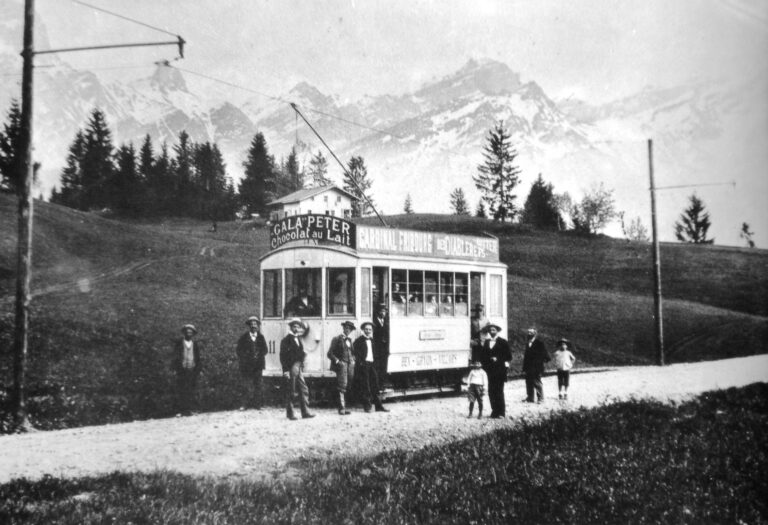
Tram zwischen Villars und Chesières, 1906

Am 4. Juni 1900 wurde der mit Zahnstange versehene Abschnitt von Bévieux nach Gryon dem Verkehr übergeben. Ein Jahr später, am 10. Juni 1901, folgte die Verlängerung nach Villars. Der 4,9 Kilometer lange Zahnstangenabschnitt System Abt hat eine Maximalsteigung von 200 Promille.

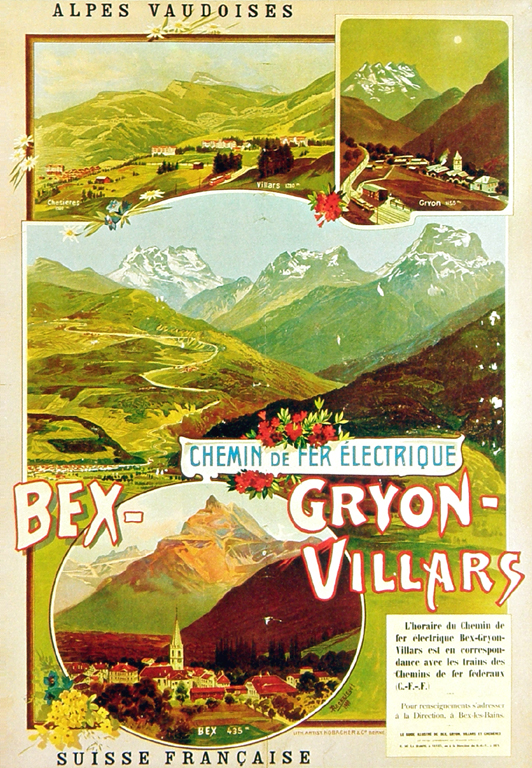
Plakat der BGV von 1900

Das nördlich von Villars gelegene Chesières befürchtete wirtschaftlich von den anderen Dörfern abgehängt zu werden, weil es keinen Bahnanschluss hatte. Es wurde deshalb beschlossen, die Bahn mit einer kurzen Strassenbahnstrecke nach Chesières zu verlängern. Die Konzession für diesen Abschnitt wurde 1905 erteilt und am 12. August 1906 konnte der Betrieb auf der Verlängerung aufgenommen werden. Zwischen Gryon und Chesières verkehrten im Lokalverkehr Tramwagen im reinen Adhäsionsbetrieb. Den neuen Aufgaben entsprechend wurde die Bahngesellschaft in Chemin de fer Bex–Gryon–Villars–Chesières (BGVC) umbenannt.
Die Bahn begünstigte den touristischen Aufschwung wesentlich. Insbesondere Villars entwickelte sich zu einer beliebten Destination, vor allem für den Wintersport. Die Haupteinnahmequelle der BVB war der Personenverkehr, doch auch die Gütertransporte hatten zunehmend Bedeutung. Mit dem Ausbruch des Ersten Weltkriegs 1914 geriet das Unternehmen in finanzielle Nöte. Ohne die Elektrizitätswerke in Bex und Gryon hätte die BGV kaum überlebt. Auch in den 1920er-Jahren erholte sich das Transportgeschäft nicht.

### Chemin de fer Villars–Bretaye

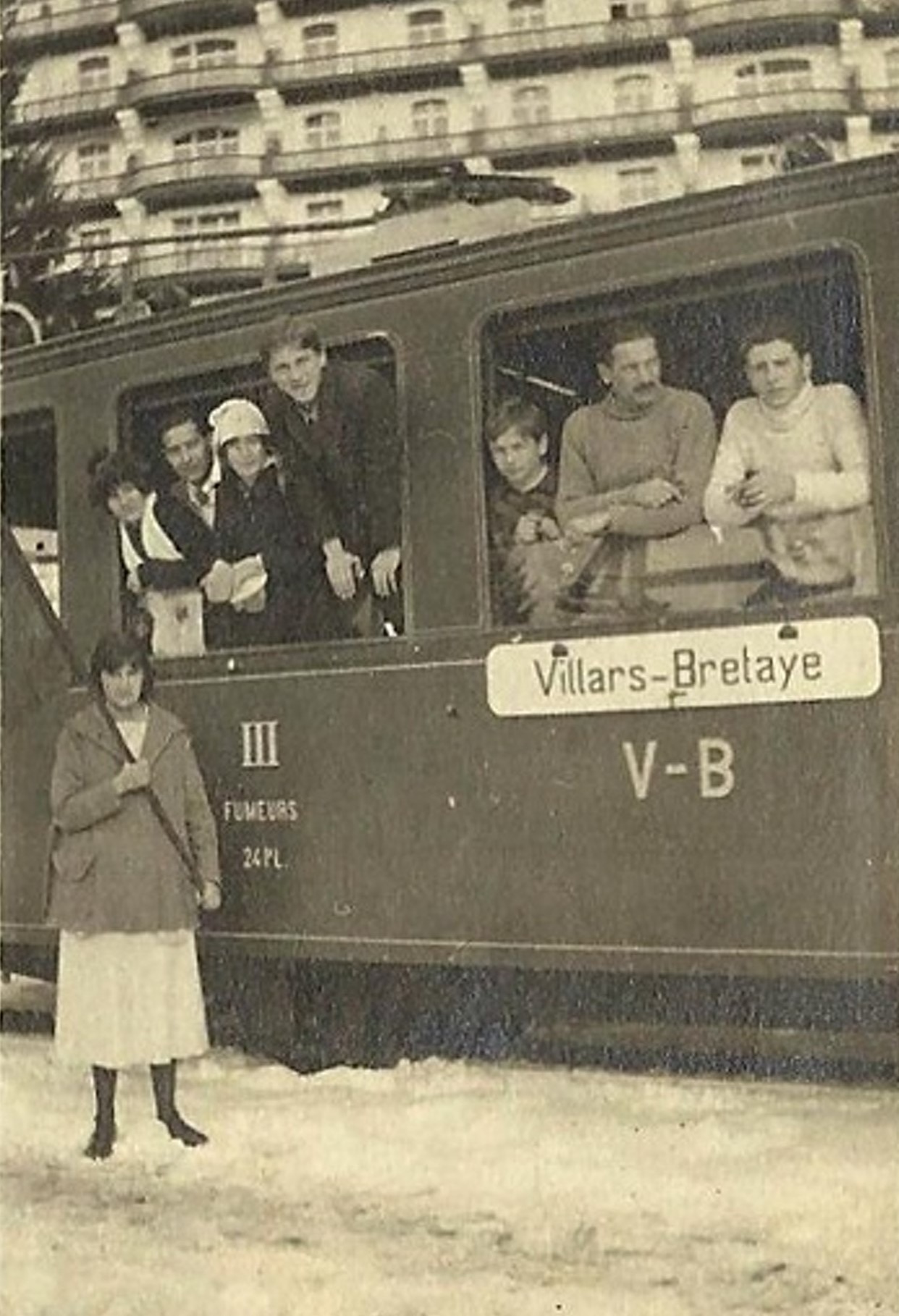
Villars, 1918

Die Chemin de fer Villars–Bretaye (VB) erhielt im Oktober 1911 die Konzession zum Bau einer Zahnradbahn auf den Col de Bretaye. Am 18. Dezember 1913 konnte die seit Eröffnung elektrisch betriebene Strecke (650 Volt, heute 750 Volt) dem Betrieb übergeben werden. Sie bildete bei Villars eine Abzweigung der Schmalspurbahn Bex–Chesières (BGVC), ist vollständig mit einer Zahnstange System Abt versehen und hat eine maximale Steigung von 170 Promille.
Villars hatte sich in der Belle Époque und insbesondere mit der Bahnerschliessung 1898 zu einem beliebten Tourismusort entwickelt. Die Tourismusboom erlitt schon ein Jahr nach der Betriebsaufnahme durch den Ausbruch des Ersten Weltkriegs ein jähes Ende.

### Chemin de fer Bex–Villars–Bretaye

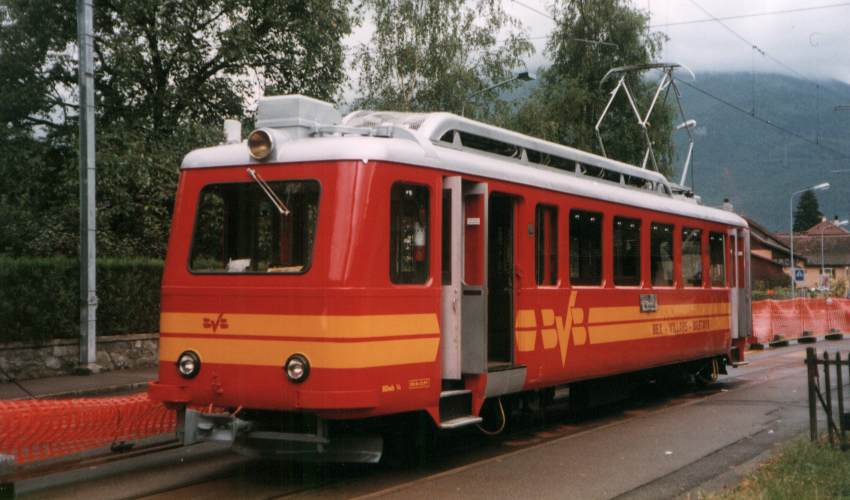
Triebwagen Be 2/4 „flèche“ (Pfeil) aus den 1940er Jahren

Im Jahre 1942 fusionierten BGVC mit der VB zur BVB. Das Privatbahnhilfegesetz erlaubte es nun, die Bahn mit Unterstützung von Bund und Kantonen zu modernisieren. Trotz des Zusammenschlusses verkehrten die Züge nicht durchgehend. Reisende, die die ganze Strecke befuhren, mussten in Villars umsteigen.
1975 bildete die BVB zusammen mit der Chemin de fer Aigle–Leysin (AL) und der Chemin de fer Aigle–Sépey–Diablerets (ASD) eine Betriebsgemeinschaft, der sich 1977 auch die Chemin de fer Aigle–Ollon–Monthey–Champéry (AOMC) anschloss.
1990 nahm die BVB die Doppelspur zwischen Villars-sur-Ollon und Roches Grises in Betrieb.

#### Strassenbahnbetrieb

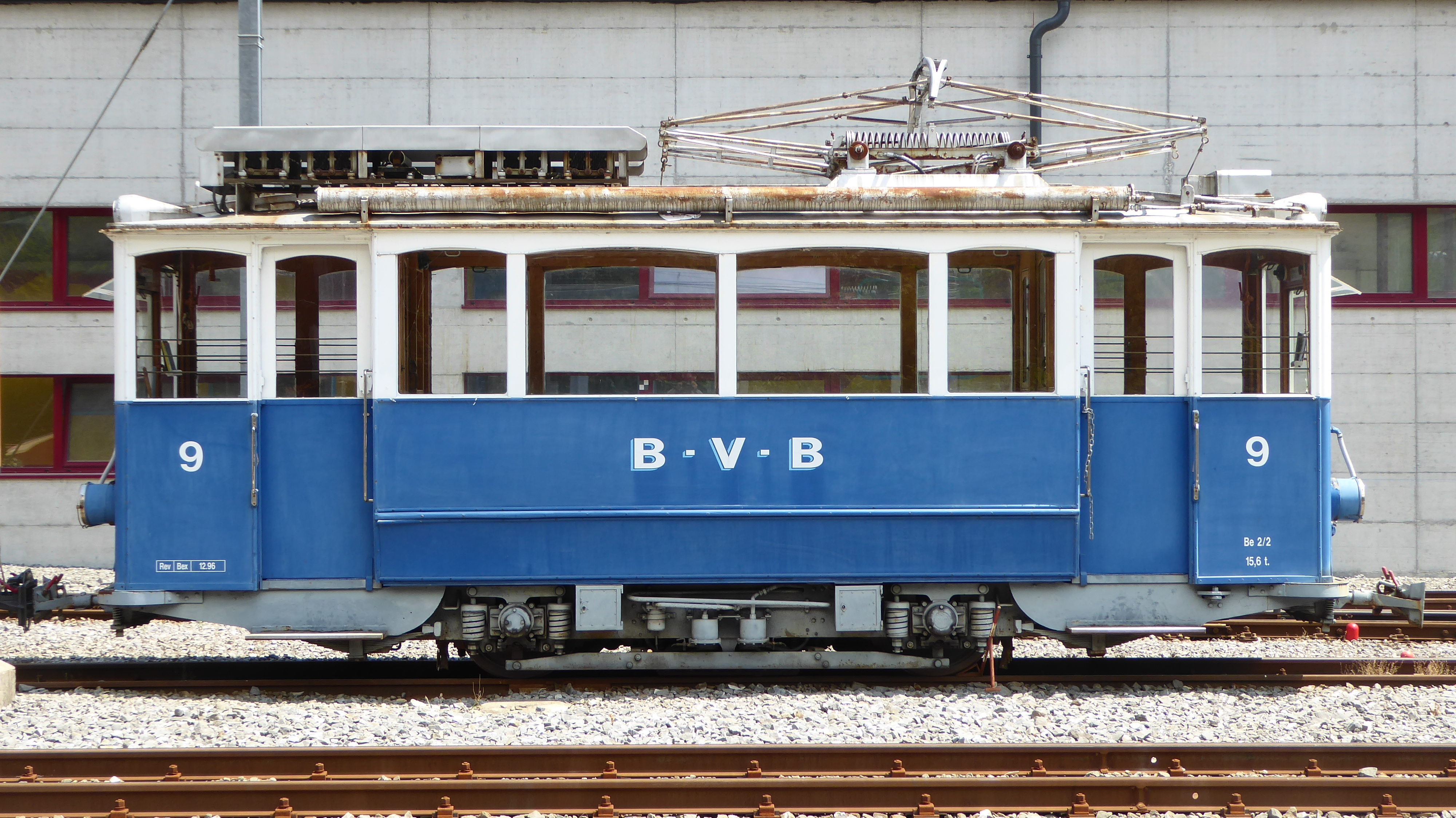
Be 2/2 Nr. 9, früher VBZ, 2018 vor dem Depot Bévieux

Für das 3,3 Kilometer lange Teilstück Bex–Bévieux und den 5,6 Kilometer langen Abschnitt Gryon–Villars–Chesières wurden Strassenbahntriebwagen beschafft. Die neusten Triebwagen waren die Be 2/3 Nr. 15 und 16, die 1948 von SWS und MFO geliefert wurden und bis zur Einstellung des Trambetriebs im Einsatz standen. Zudem konnten die BVB Motorwagen von Strassenbahnbetrieben erwerben, wie der Be 2/2 Nr. 9 der Verkehrsbetriebe Zürich oder der 1948 übernommene Be 2/2 Nr. 9 der eingestellten Strassenbahn Biel.

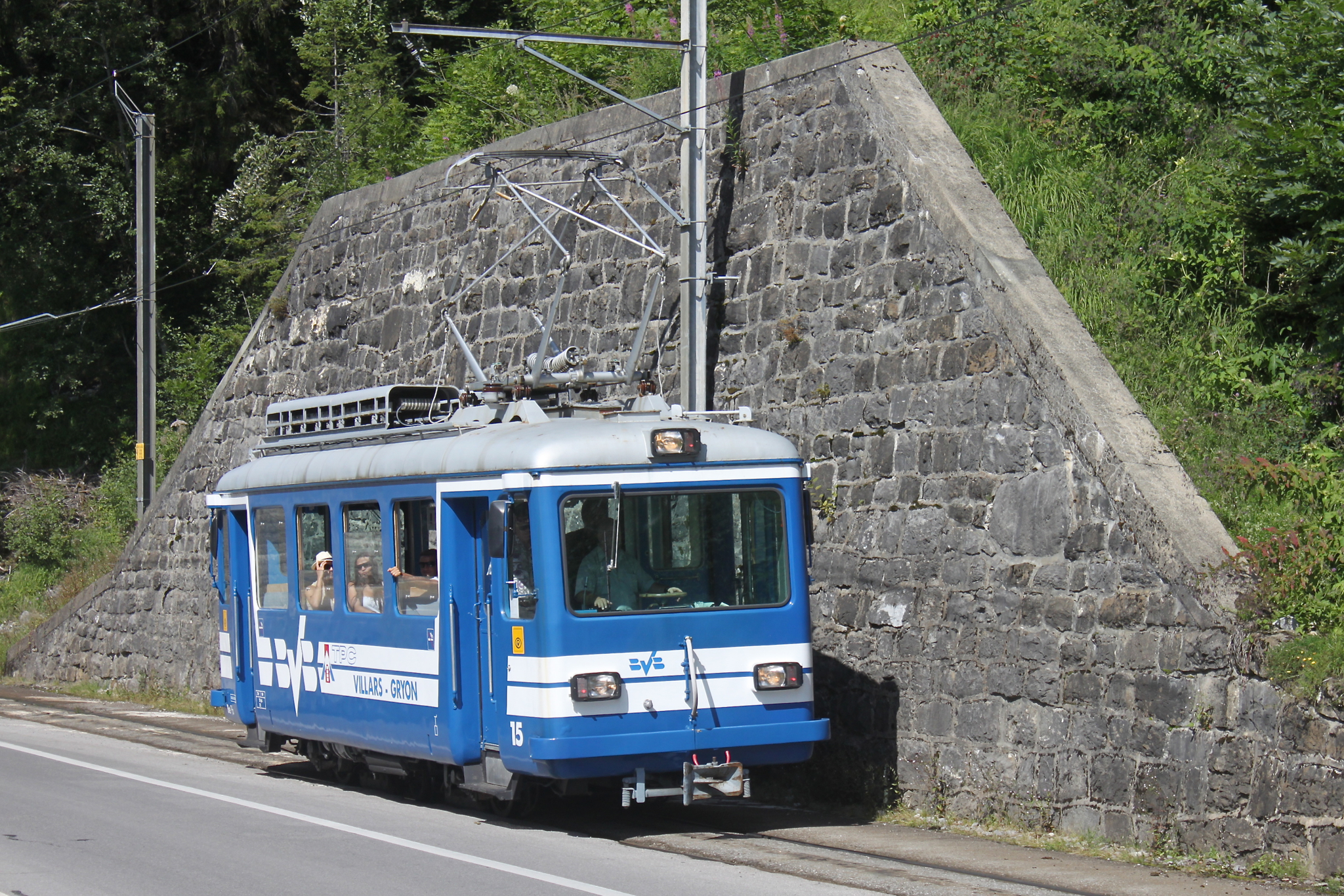
Be 2/3 15 im August 2011 unterwegs von Villars nach Gryon bei La Barboleuse

Die Abschnitt Bex–Bévieux wurde von Beginn an als Strassenbahn betrieben. Bis zum 15. Dezember 2002 wurde die Strecke jede Stunde von einem Adhäsionstriebwagen befahren, der für die Strecke etwa 12 Minuten benötigte. Die letzten anderthalb Jahre verkehrten nur noch fünf Kurspaare am Morgen. Danach verschwanden sechs Haltestellen zwischen Bex und Bévieux, die anderen sechs werden von den stündlichen Zügen von und nach Villars bedient. Bis 2015 verkehrte ein morgendliches Kurspaar von Bevieux zum Bahnhof und zurück. Dieses Kurspaar wurde von einem der beiden dreiachsigen Tramwagen geführt.
Neben den direkten Zügen Bex–Villars–Chesières mit Fahrzeugen, die die Zahnradstrecke ins Tal befahren, verkehrten Strassenbahnkurse mit Tramwagen zwischen Gryon und Chesières im reinen Adhäsionsbetrieb. Die Strassenbahnlinie wurde während vieler Jahre von Touristen und Einheimischen benutzt. Nachdem Chesières mit einer direkten Buslinie von Aigle erschlossen wurde, verlor der Trambetrieb an Bedeutung. Mit dem zunehmenden Individualverkehr empfand man die Strassenbahn auf den schmalen Strassen zunehmend als Hindernis, sodass der Betrieb auf dem Teilstück Villars–Chesières am 30. September 1961 vorläufig und am 1. Dezember 1963 endgültig eingestellt wurde. Das Tram wurde durch eine Buslinie ersetzt, die Strecke 1964 abgebrochen.
Als Saisonverstärkung verkehrte 2016 zwischen Gryon und Villars immer noch einer der beiden Strassenbahntriebwagen Nr. 15 und 16.

### Transports Publics du Chablais
1999 fusionierte die BVB mit der Chemin der fer Aigle–Ollon–Monthey–Champéry (AOMC), der Chemin de fer Aigle–Leysin (AL) und der Chemin de fer Aigle–Sépey–Diablerets (ASD) zu den Transports Publics du Chablais (TPC). Mit der Gründung der TPC konnten die vorher zum Teil von der Einstellung bedrohten Schmalspurbahnen ihre
Mittel zusammenlegen und ihr Angebot vereinheitlichen.
Die vier zu den TPC zusammengeschlossenen Bahnen hatten nebst der Meterspur kaum technische Gemeinsamkeiten. Die TPC waren bestrebt, die Parameter zu vereinheitlichen, was aber nur langfristig möglich war. Die Triebzüge Beh 4/8 für die BVB und AOMC weisen trotz der unterschiedlichen Lichtraumprofile den gleichen Querschnitt auf. Vor Inbetriebnahme der Fahrzeuge in den Jahren 2000/01 musste in der Stadt Bex das Profil erweitert und der Tunnel Fontannez-Seulaz verbreitert werden.

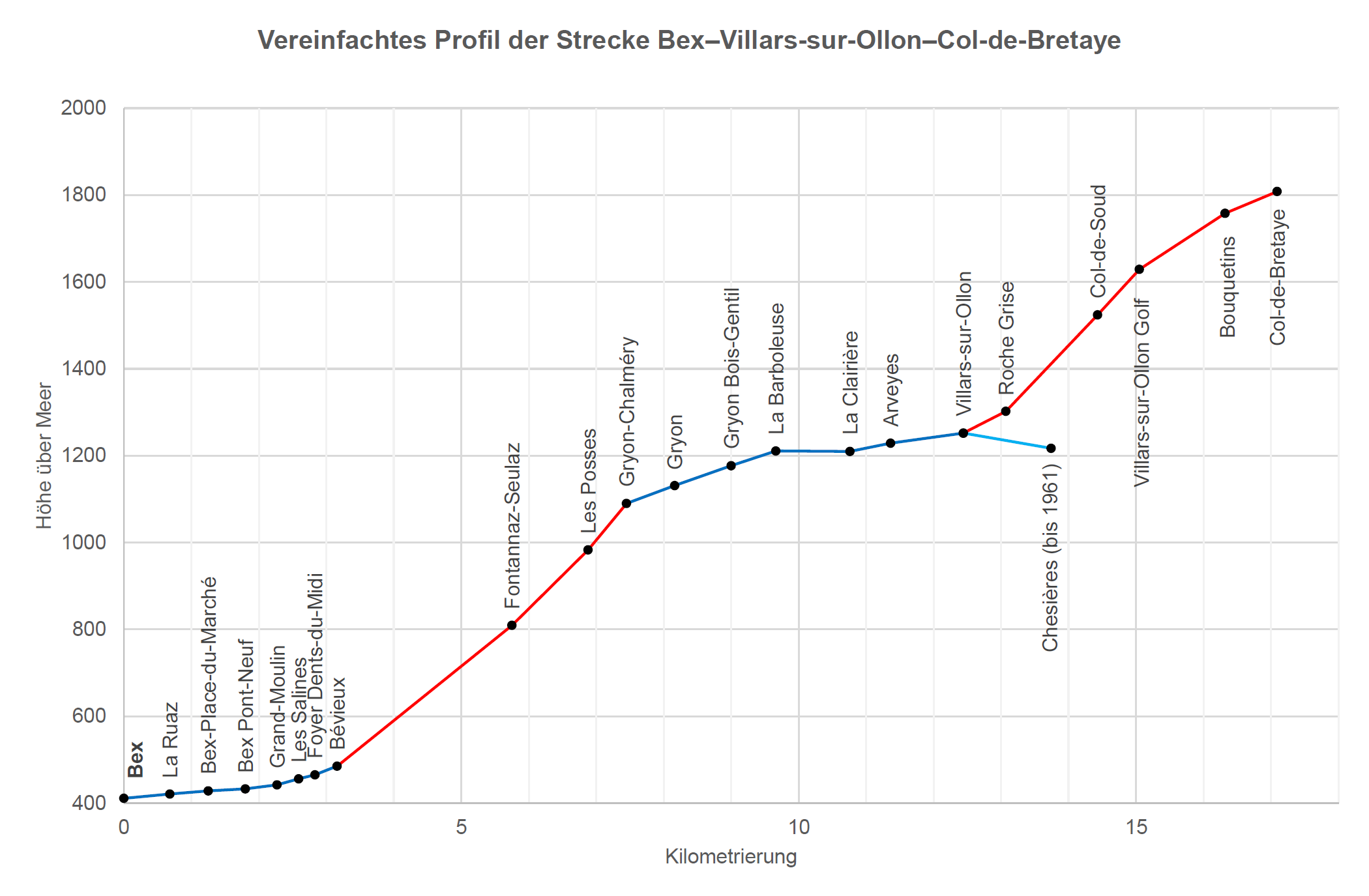
Profil der Strecke Bex–Villars-sur-Ollon–Col-de-Bretaye
blau: Adhäsionsabschnitte; rot: Zahnstange

Es ist geplant 2022/23 für die Schmalspurbahn im Bahnhof Bex einen gemeinsamen überdachten Perron mit dem SBB-Gleis 1 zu bauen. Bis dahin halten die Züge der TPC auf dem Bahnhofplatz. Seit 2021 verkehren die Züge zwischen Bex und dem Col de Bretaye durchgehend. Die Reisenden brauchen nicht mehr in Villars umzusteigen. Gleichzeitig wurden die Fahrplanfelder 127 Bex–Villars und 128 Villars–Bretaye zusammengelegt.

## Streckenbeschreibung
Der erste Teil der Strecke führt vom Bahnhof grösstenteils als Strassenbahn durch das enge Dorf Bex. Von der Haltestelle Grand-Moulin bis  Bévieux, wo sich Depot und Werkstätte befinden, verläuft das Trasse zwischen der Strasse und dem Avançon. In Bévieux beginnt der bis zu 200 Promille steile Zahnstangenabschnitt nach Chalméry, der nur im abgelegen Bahnhof Fontannaz-Seulaz unterbrochen ist. Nach Fontannaz-Seulaz durchfahren die Züge den gleichnamigen 182 Meter langen Kehrtunnel. Vor Chalméry ändert die Bahn in einer Kehre abermals ihre Fahrtrichtung.
Ab dem Bahnhof Gryon verlaufen die Gleise wieder parallel zur Strasse und wechseln in La Barboleuse von der linken auf die rechte Strassenseite. Mittels der 197 Meter lange Brücke Barboleusaz überqueren Schiene und Strasse gemeinsam die Gryonne. Ab Arveyes fährt die BVB rund einen Kilometer in der Strasse nach Villars.
Bis 1961 führte die Strassenbahn weiter nach Chesières. Zusammen mit der Strasse wurde auf einer grossen Brücke die Petite Gryonne überquert. In Chesières trennte sich das Gleis von der abfallenden Strasse und erreichte auf Eigentrassee die Endstation Chesières.
Villars-sur-Ollon ist als Dreiecksbahnhof ausgebildet. Bereits im Bahnhof beginnt die durchgehende Zahnstange zum Col-de-Bretaye. Bis Roches Grises ist die Strecke seit 1990 doppelspurig. Vorbei an den Bahnhöfen Col-de-Soud und Bouquetins und am Golfplatz erreichen die Züge die Passhöhe Bretaye.

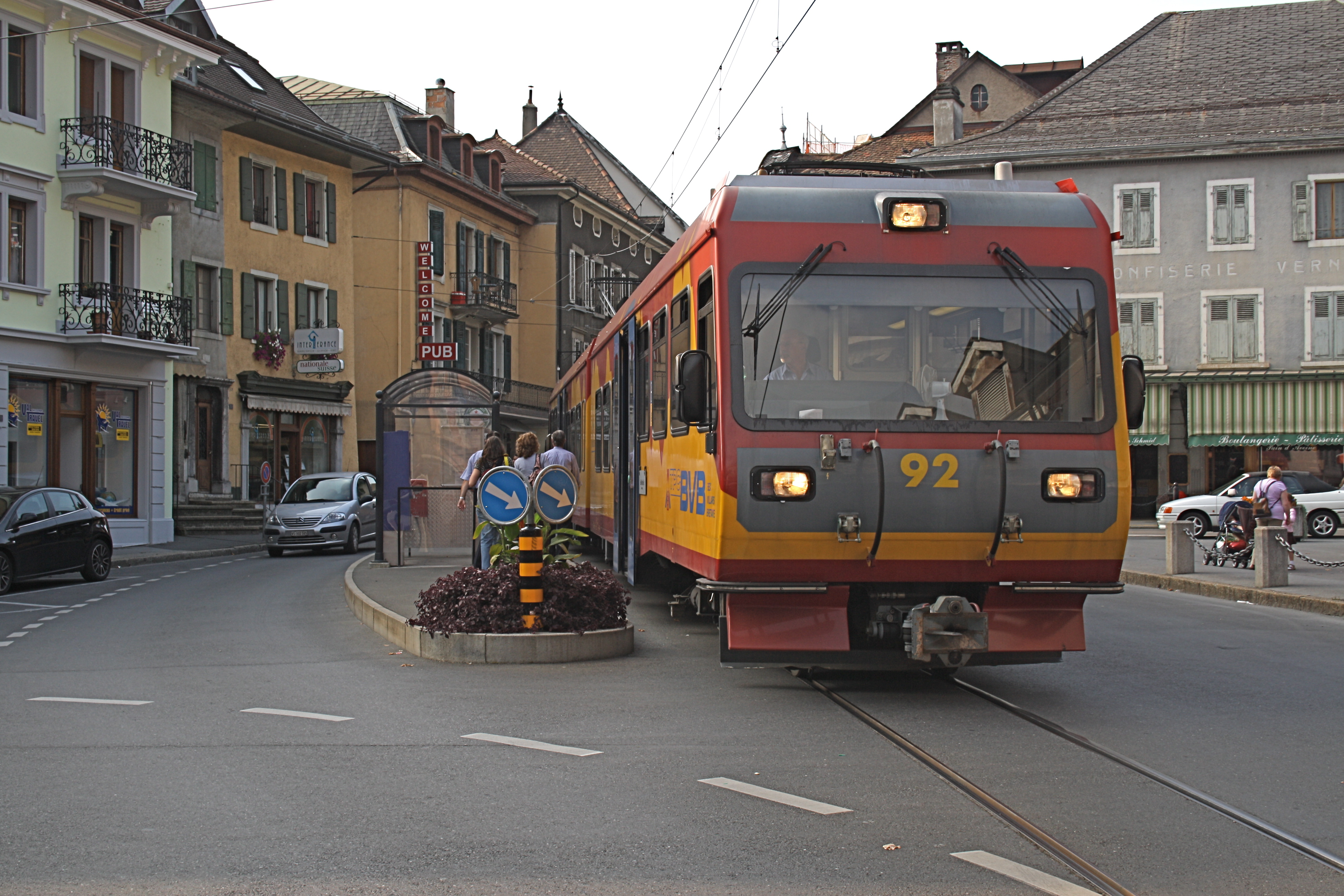
Beh 4/8 auf der Place du Marché (Marktplatz) in Bex, 2009
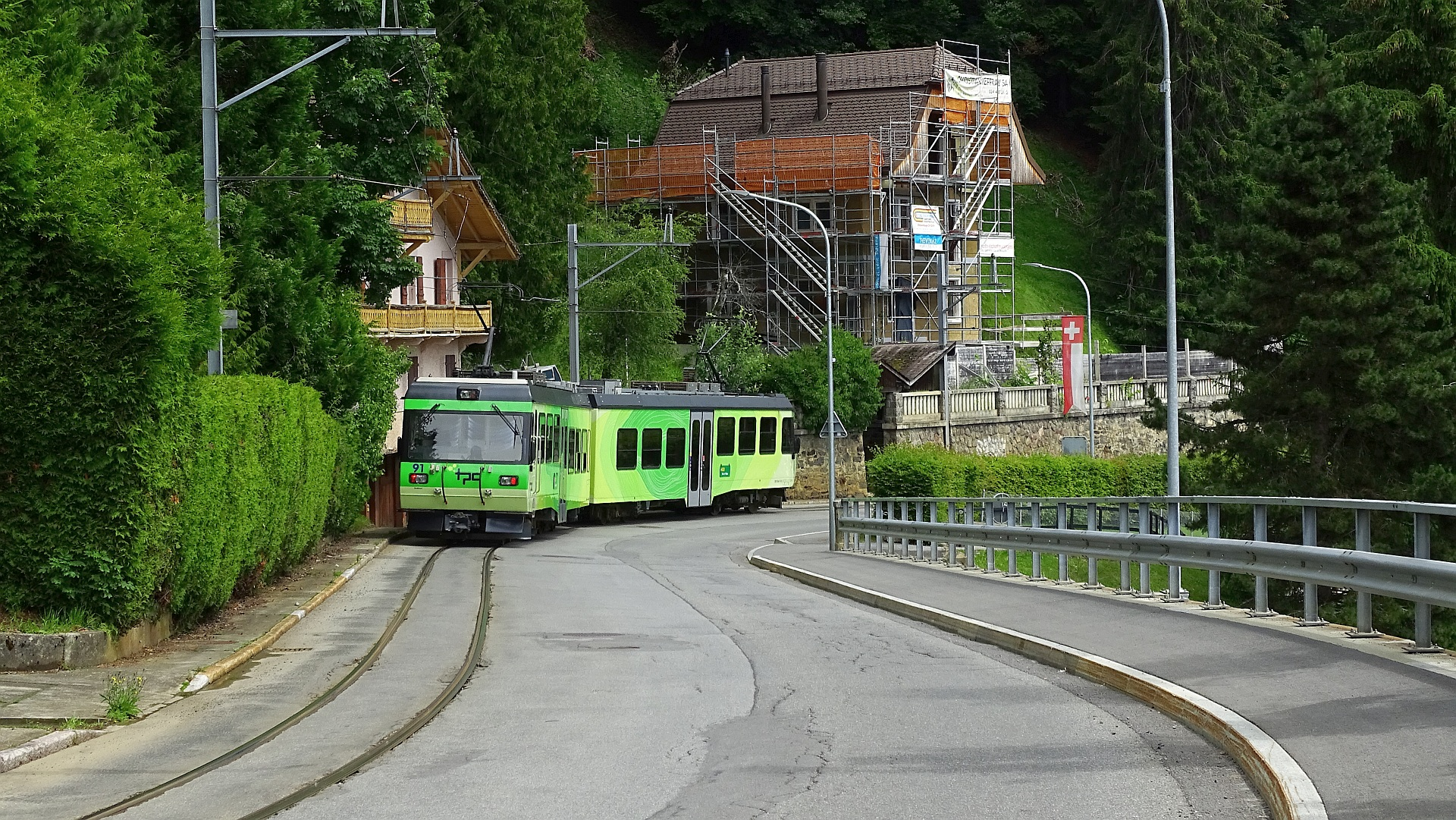
Beh 4/8 auf dem Strassenbahnabschnitt vor Villars, 2021
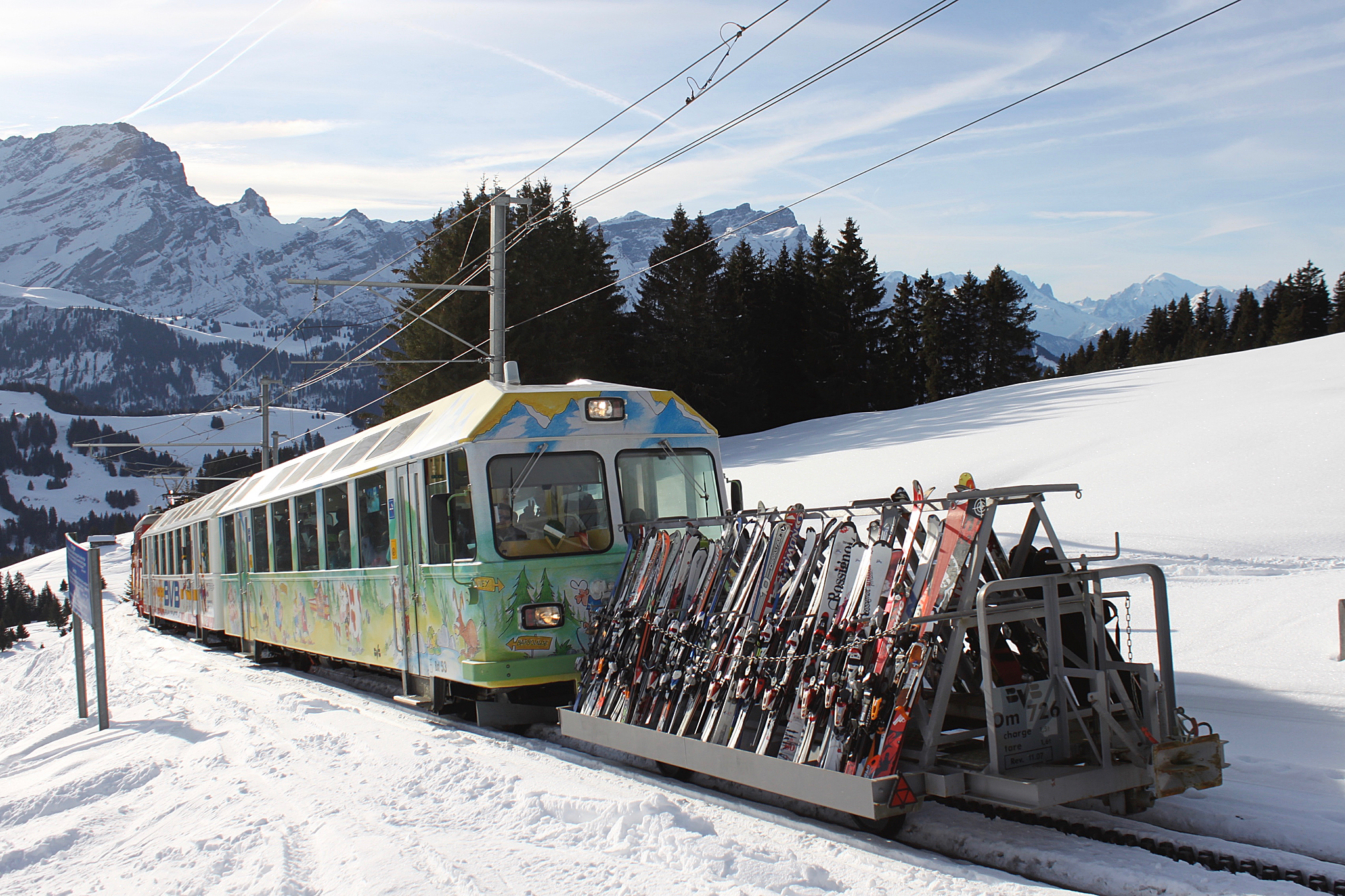
Zug mit Vorstellwagen bei  Villars-sur-Ollon Golf, 2010
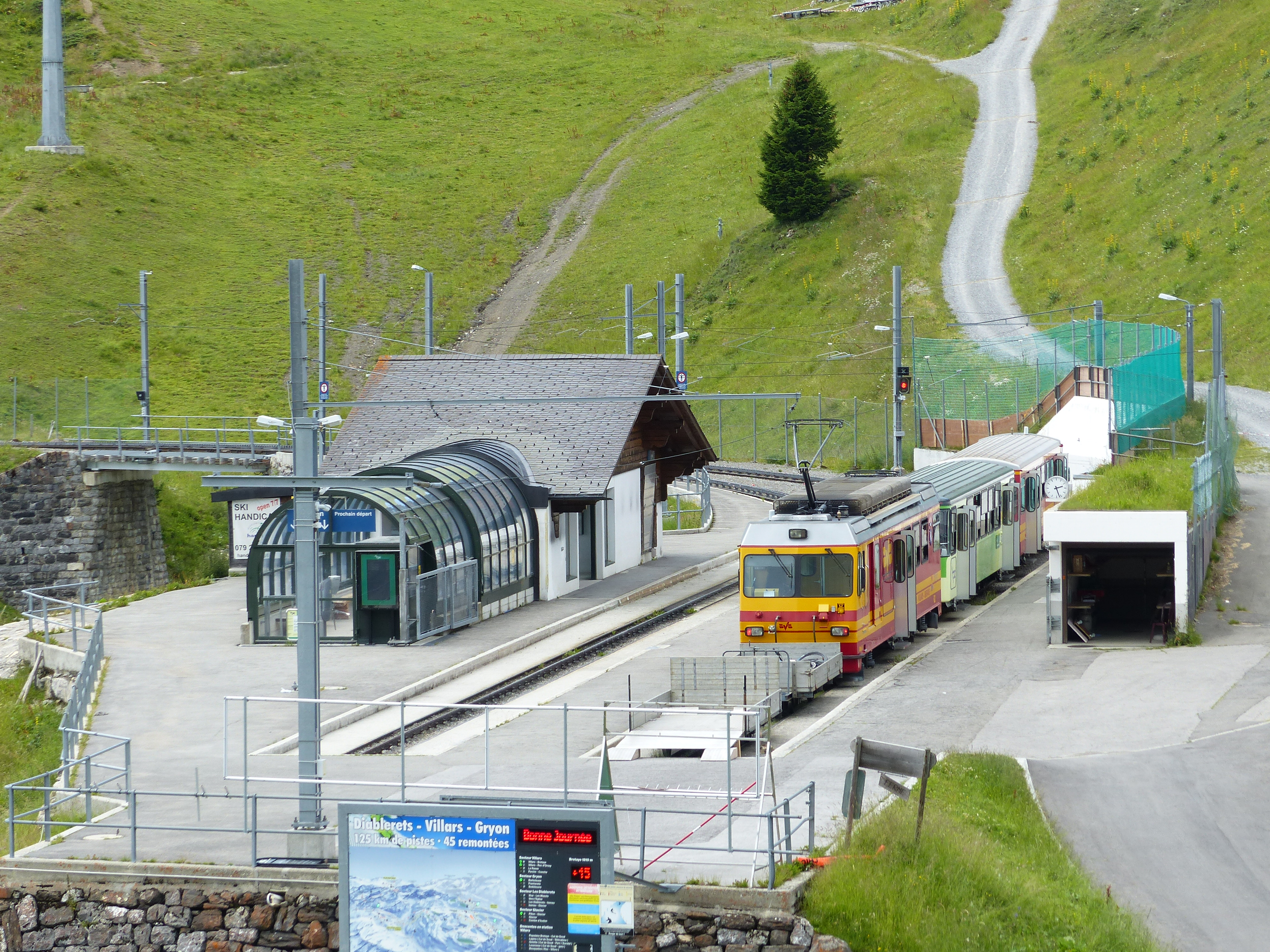
Endstation Col-de-Bretaye, 2017

## Rollmaterial
Zu den von den TPC beschafften Fahrzeugen siehe Abschnitt Von den TPC beschafftes Rollmaterial im Artikel Transports Publics du Chablais.
Dampflokomotive
- H 2/3 10 (1900) SLM, ehemals AL H 2/3 10, ab 1909 von AL gemietet, 1911 gekauft, 1922 ausser Betrieb, später abgebrochen

Lokomotiven

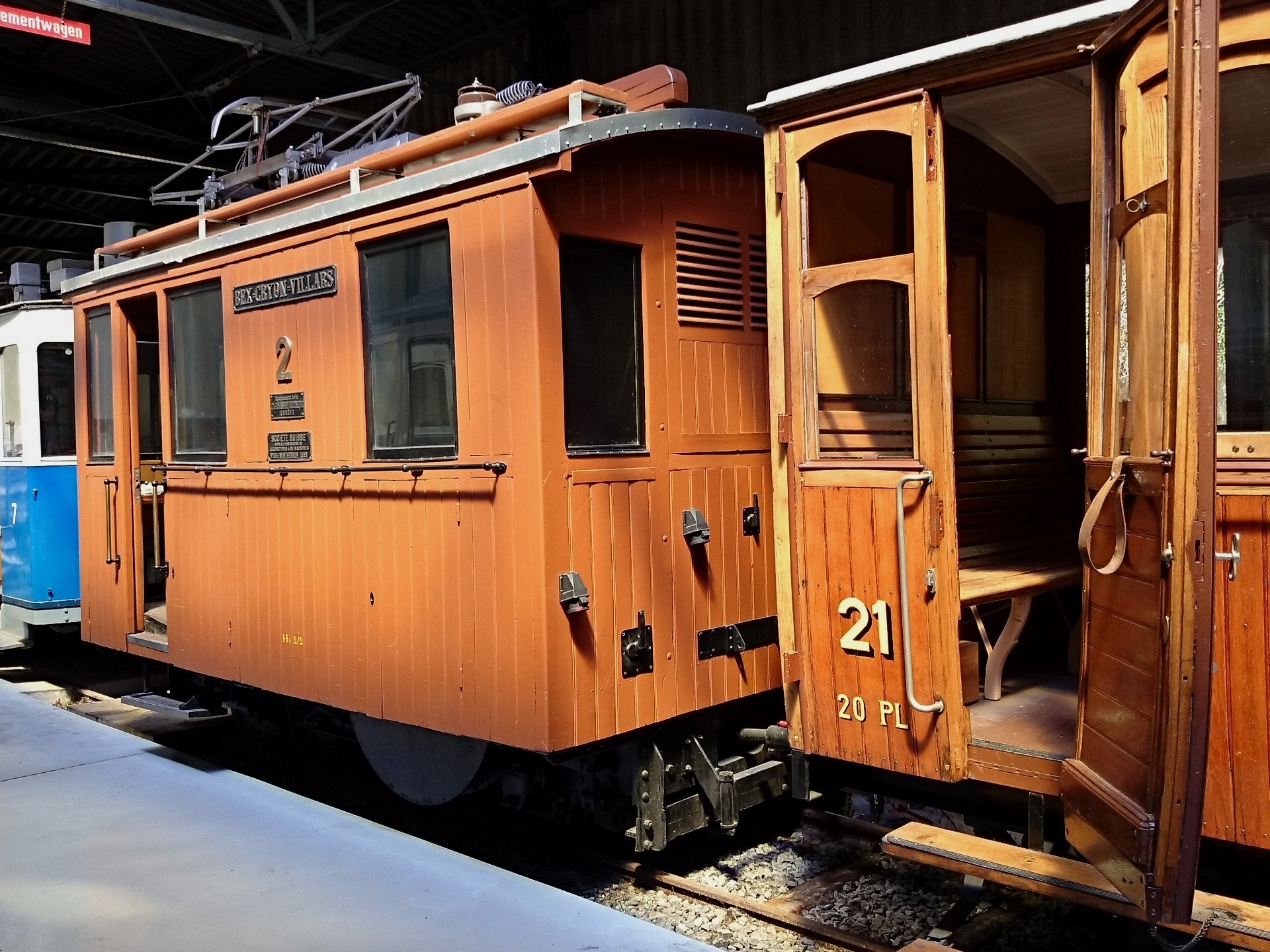
He 2/2 2 bei der Museumsbahn Blonay–Chamby

- BGV He 2/2 1 (1899) SLM/CIE, 1965 abgebrochen
- BGV He 2/2 2 (1899) SLM/CIE, 1920 neuer Lokomotivkasten, 1985 ausser Betrieb, 1997 nicht betriebsfähig restauriert, La Grisette[16], 2011 an Museumsbahn Blonay-Chamby
- BGV He 2/2 3 (1903) SLM/CIE, 1964 abgebrochen
- BGVC He 2/2 4 (1906) SLM/CIE, 1942 nach Entgleisung abgebrochen
- VB He 2/2 1 (1905) SLM/CIE, später BVB He 2/2 4II, ursprünglich MC HGe 2/2 2, 1930 von VB gekauft gleichzeitig Adhäsionsantrieb ausgebaut, 1961 abgebrochen
- VB He 2/2 2 (1907) SLM/CIE, ursprünglich MC HGe 2/2 3, 1930 von VB gekauft gleichzeitig Adhäsionsantrieb ausgebaut, 1941 abgebrochen
- BGVC He 2/2 11 (1912) SLM/MFO, 1943 abgebrochen
- BGVC He 2/2 12 (1912) SLM/MFO, 1941 als Ersatzteilspender zu AL, später abgebrochen
- HGe 4/4 31–32 (1953, 1964) SIG/MFO
- Te 2/2 42 (1898, 1976) SIG/BVB (Eigenbau) Ausrangierung ca. 2000 Verbleib unklar

Strassenbahn-Triebwagen

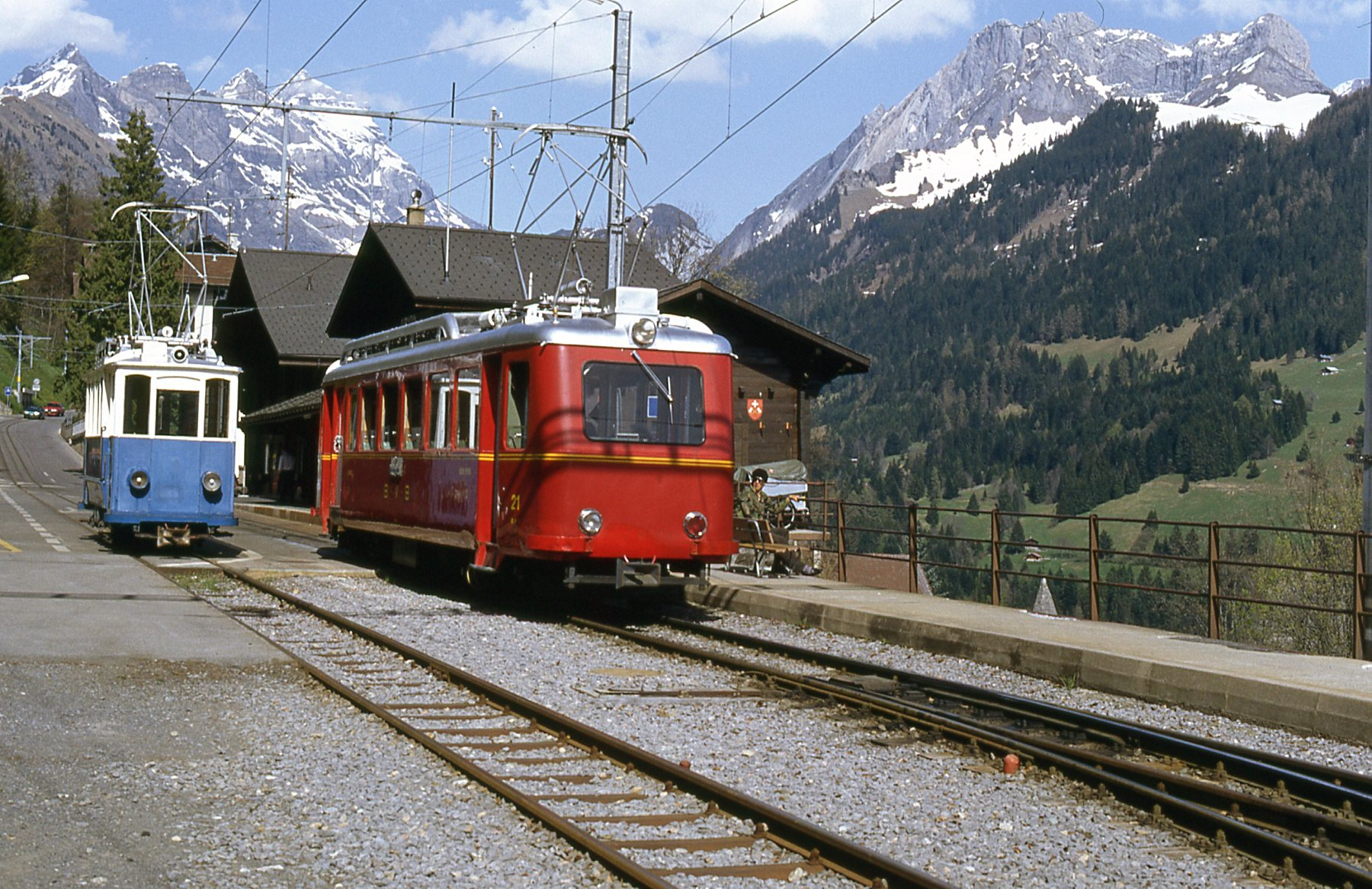
Beh 2/4 21 „flèche“ bei der Kreuzung mit einem Tram

- Be 2/2 8–9 (1907,15) SWS/MFO, Tramwagen ex VBZ, remisiert, an TMZ 2006, Nr. 8" ex 7, 8' 1964 abgebrochen, el. Ausrüstung zu Te 42, Nr.9 Abbruch 2024
- Be 2/3 15–16 (1948) SWS/MFO, dreiachsige Tramwagen, blau

Triebwagen
- BDeh 2/4 21–26 „flèche“ (Pfeil) 1940–46 SLM/MFO, Alleinfahrer, Nr. 21 2000 abgebrochen, Nr. 22 April 2024 abgebrochen, Nr. 24 abgebrochen 2024, Nr. 25 Hist.Fahrzeug mit roter Farbe, Nr. 26 abgebrochen 2024
- BDeh 4/4 81–82 (1976/1977) SWP/SLM/SAAS
- BDeh 4/4 83 (1987) ACMV/SLM/BBC

Personenwagen und Steuerwagen
- B 51 (1953/98), Bs 52 (1953/98) SIG/MFO, zu HGe 4/4 31–32
- Bst 53 (1964/97) Bt 54 (1964/99) (ex 61–62) SIG/MFO, zu HGe 4/4 31–32
- Bt 61 (2000 ex B 53), B 62 (ex 54), Bt 63–64 (1976) SWP/SAAS, zu BDeh 4/4 81–83
- Bt 65 (1987) ACMV/SIG/BBC, zu BDeh 4/4 81–83
- B 66 (1983/2010) ACMV/SIG/BBC ex MVR/CEV Bt 223, zu BDeh 4/4 81–83

### Bilder

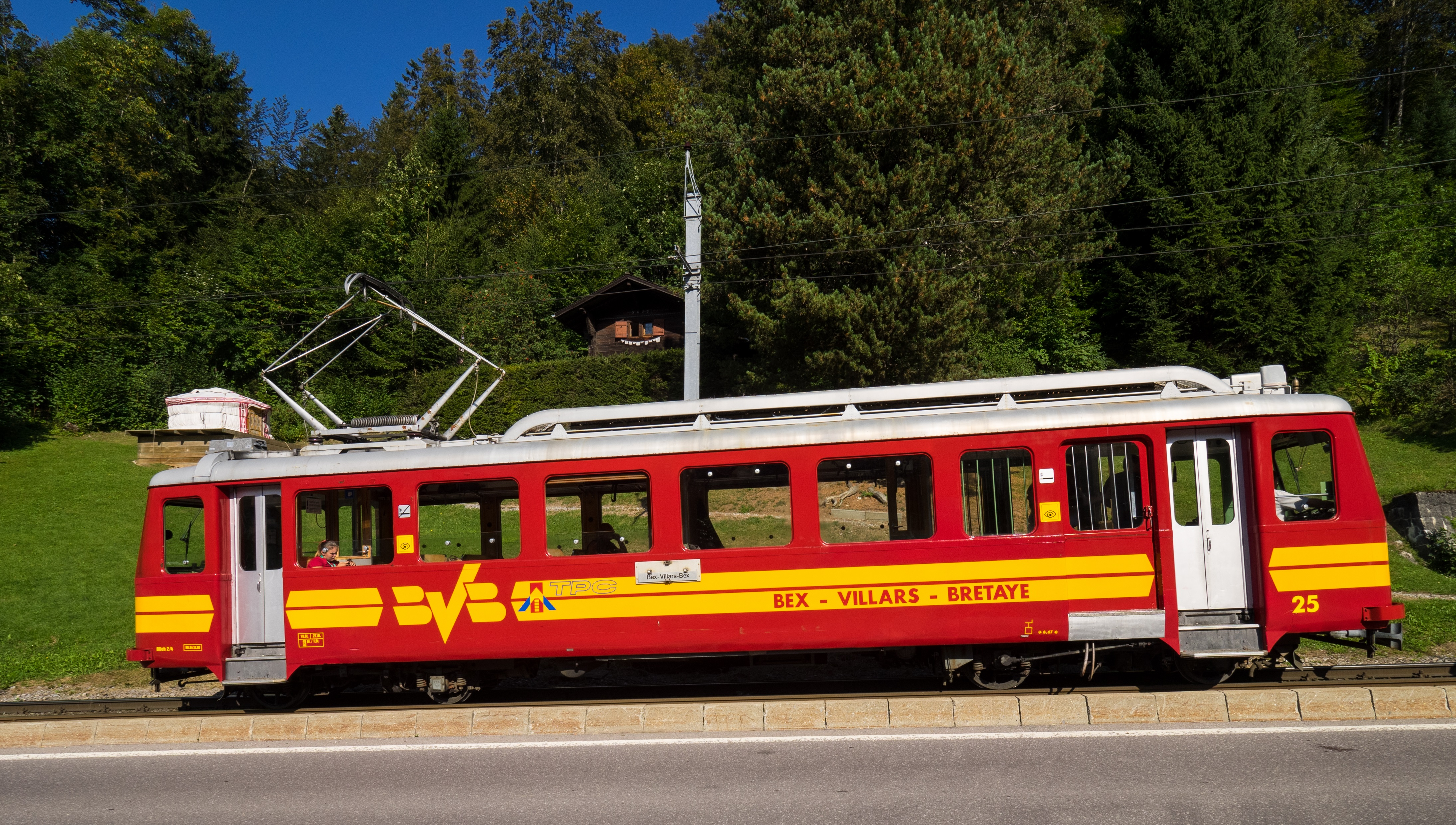
BDe 2/4 25 zwischen Gryon und Villars
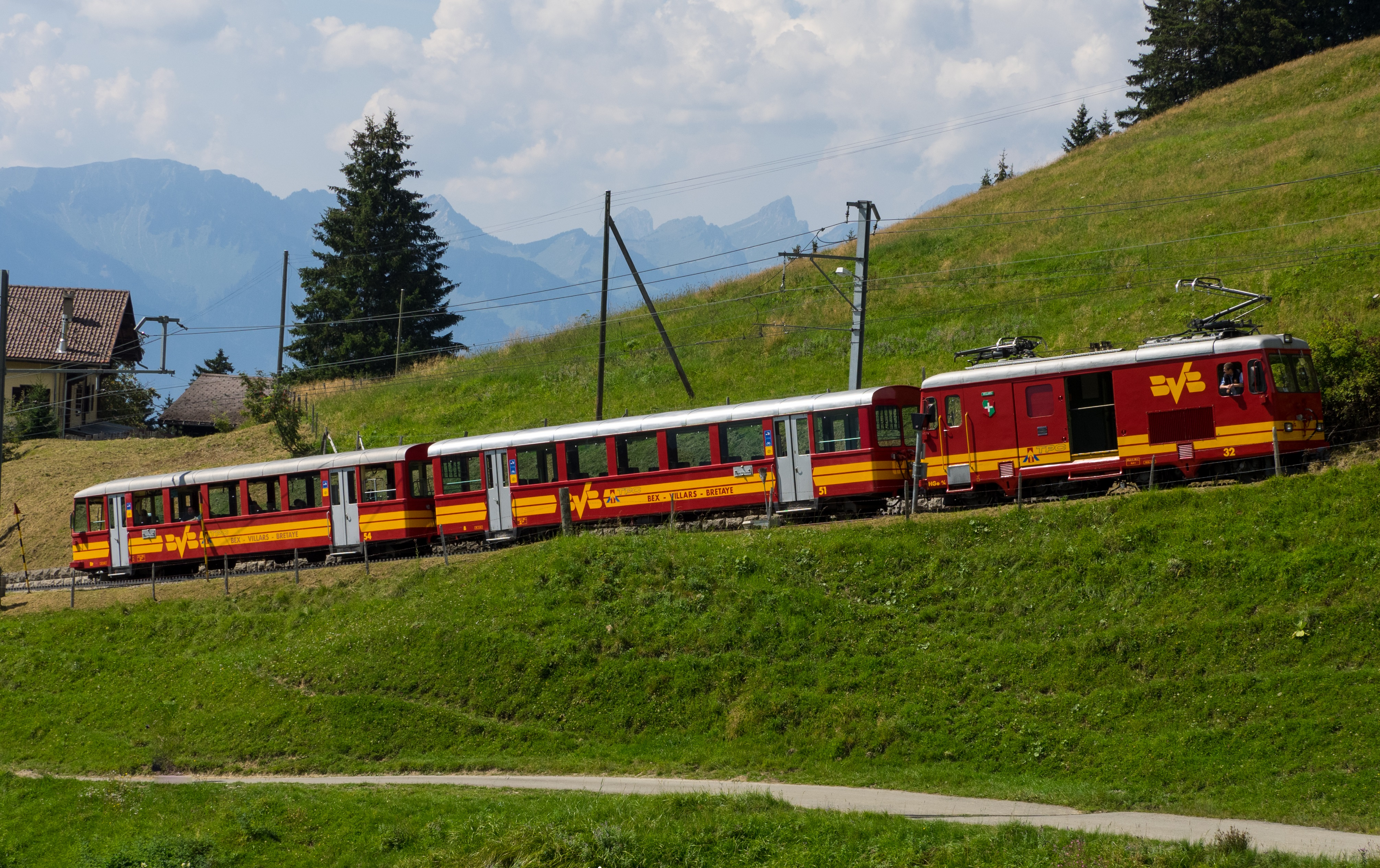
HGe 4/4 32 mit B 51 und Bt 54
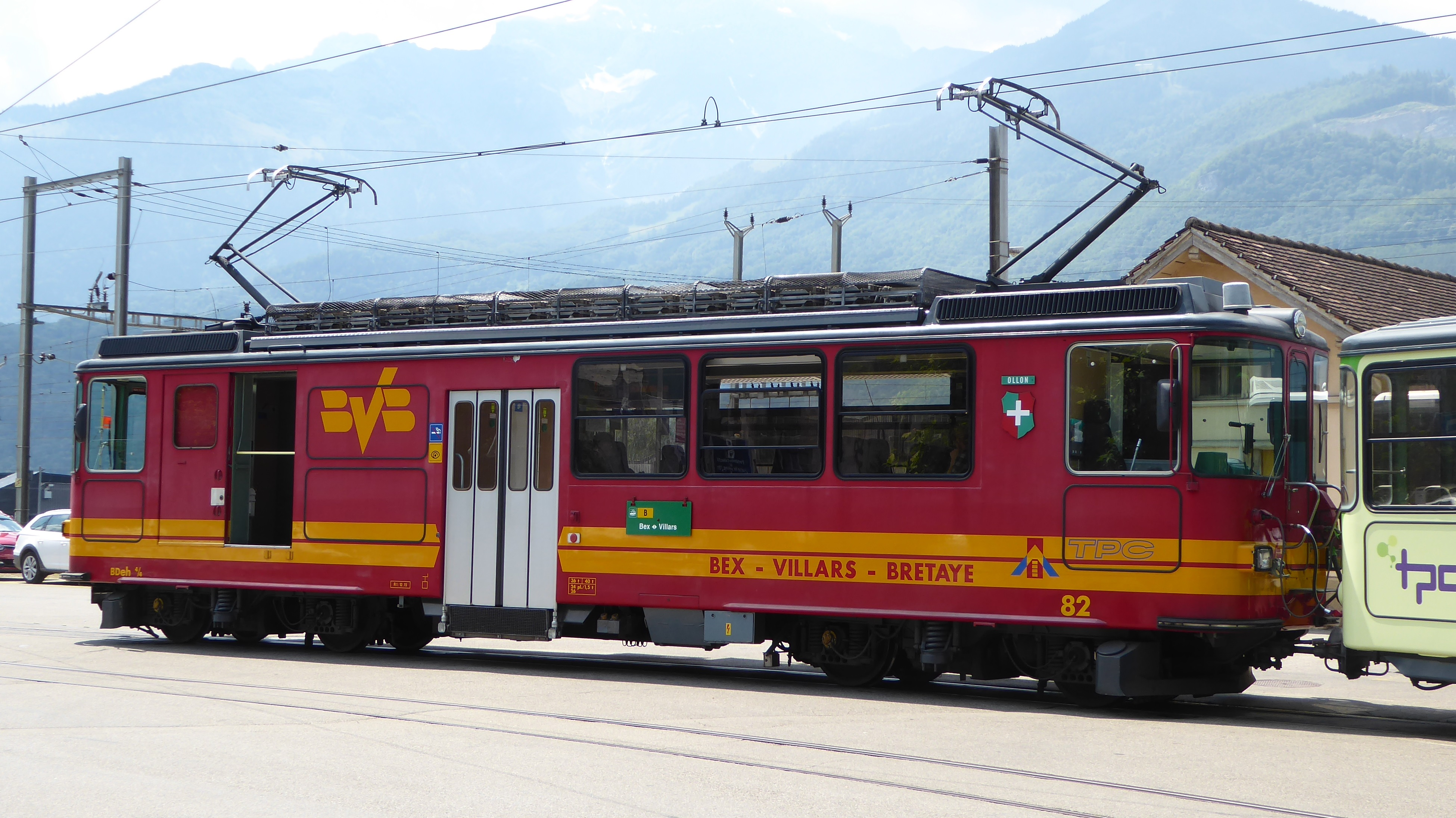
BVB BDeh 4/4 82 in Bex
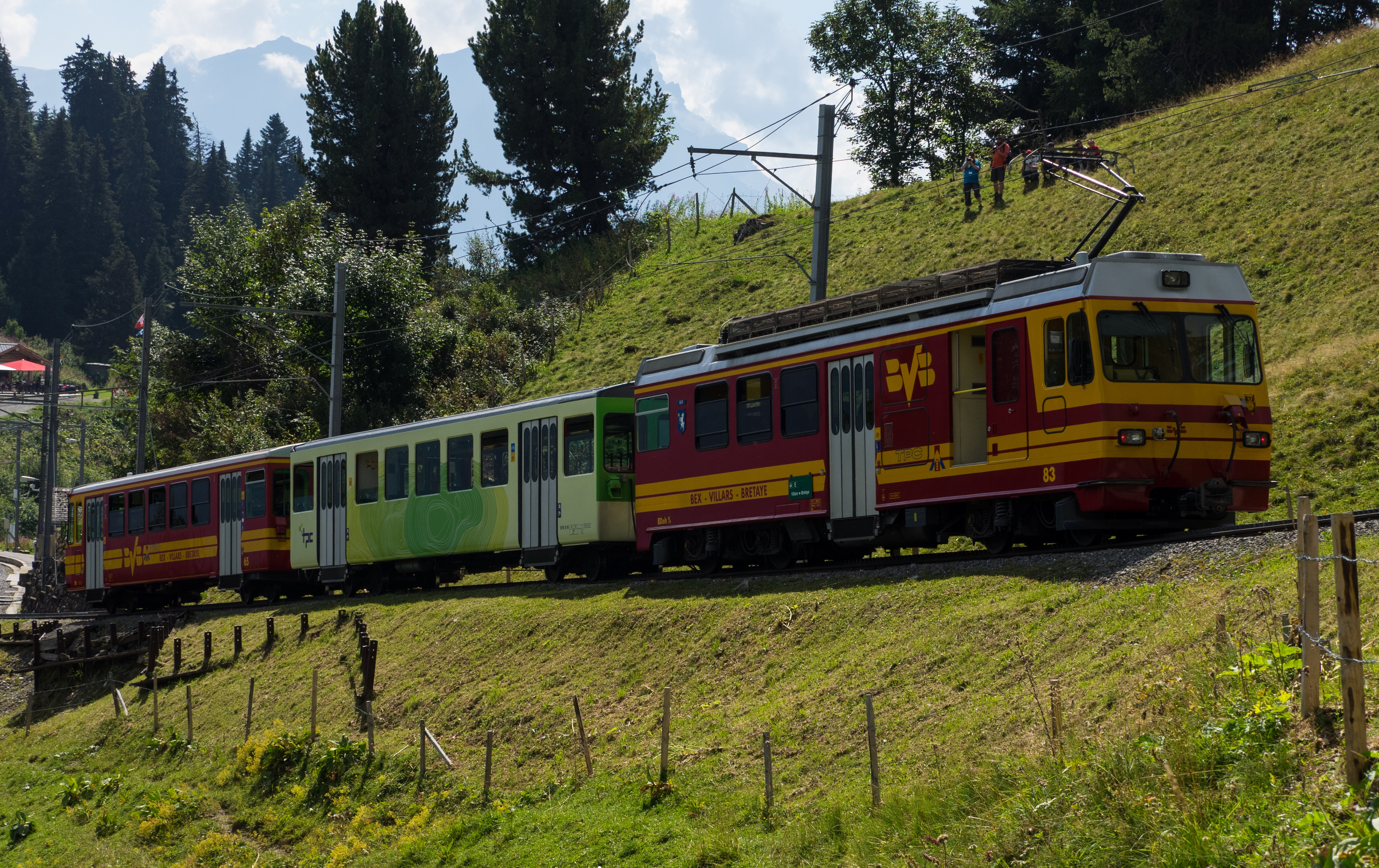
BDe 4/4 83 zwischen Villars und Bretaye